# Renown-Klasse
Die Renown-Klasse war eine Klasse von zwei Schlachtkreuzern der britischen Marine (Royal Navy), die von 1916 bis 1948 in Dienst stand.

## Entwicklung und Bau
Die beiden Schiffe der Klasse, Renown und Repulse, waren ursprünglich vor dem Krieg als Schlachtschiffe der Revenge-Klasse bestellt worden. Die ursprünglichen Bestellungen waren jedoch Ende 1914 storniert worden, da die termingemäße Bauzeit nicht garantiert werden konnte. Mit der Rückkehr von Lord John Fisher in das Amt des Ersten Seelords wurden die Bauaufträge jedoch wieder neu vergeben, wobei Fisher auf Schlachtkreuzer setzte. Der von Eustace Tennyson d’Eyncourt vorgelegte Entwurf sollte durch die Reduzierung der Hauptgeschütztürme von vier auf drei und die leichtere Panzerung Geld und Bauzeit sparen und eine höhere Geschwindigkeit erreichen können.
Der Bau der beiden Schiffe begann Anfang 1915 mit der Kiellegung, nachdem zuvor die HMS Resistance storniert und somit die Zahl der geplanten Schiffe von drei auf zwei reduziert worden war. Die Stapelläufe der Schiffe fanden Anfang 1916 statt, die Indienststellung erfolgte gegen Ende des Jahres. Zu diesem Zeitpunkt waren die Schiffe für kurze Zeit die größten Kampfeinheiten der Welt, dieser Rekord wurde 1918 von der Hood gebrochen.

## Liste der Schiffe
| Name    | Bauwerft                        | Kiellegung      | Stapellauf     | Indienststellung   | Verbleib                                               |
| ------- | ------------------------------- | --------------- | -------------- | ------------------ | ------------------------------------------------------ |
| Renown  | Fairfield Shipbuilders, Govan   | 25. Januar 1915 | 4. März 1916   | 20. September 1916 | 1948 in Faslane abgebrochen                            |
| Repulse | John Brown & Company, Clydebank | 25. Januar 1915 | 8. Januar 1916 | 18. August 1916    | am 10. Dezember 1941 durch japan. Luftangriff versenkt |

## Technik
Die Schiffe hatten eine Gesamtlänge von 242,17 m, eine Länge zwischen den Loten von 228,75 m und eine Kielwasserlinie von 240 m. Die Breite betrug 27,45 m und der Tiefgang 8,92 m. Die Verdrängung lag zwischen 25.579 tn.l. und 32.220 tn.l.

### Antrieb
Die Renown-Klasse war mit vier Brown-Curtis-Turbinen mit Direktantrieb ausgestattet, die jeweils eine Welle antrieben und insgesamt 112.000 Shp (82.376 kW) entwickelten, mit der sie eine Höchstgeschwindigkeit von 32 Knoten (59 km/h) erreichte. Der Dampf wurde von 42 Babcock & Wilcox-Wasserrohrkesseln mit einem Arbeitsdruck von 18 bar geliefert. Die Schiffe konnten maximal 4.200 tn.l. Heizöl mitführen, was ihnen bei 12 Knoten (22 km/h) eine Reichweite von 4.700 Seemeilen (8.700 km) ermöglichte. Die Besatzung des Schiffes bestand aus 1.057 bis 1.223. Offizieren und Mannschaft.

## Geschichte
Die beiden Schiffe begannen noch im Ersten Weltkrieg ihren regulären Flottendienst, kamen aber für die Skagerrakschlacht zu spät. Der erste Kampfeinsatz der beiden Schiffe fand 1917 im Seegefecht bei Helgoland statt. Im Gegensatz zu den Schiffen der Revenge-Klasse wurden die Renown und die Repulse jedoch in der Zwischenkriegszeit umfassend modernisiert und vor allem beim Typschiff mit neuen Panzerungen, Feuerleitgeräten, Katapulten für Wasserflugzeuge und zusätzlichen Fla-Geschützen ausgestattet. Aufgrund dieser Fähigkeiten und der hohen Geschwindigkeit wurden die Schiffe daher im Zweiten Weltkrieg an vorderster Front eingesetzt, auch wenn sie sich aufgrund ihrer langen Werftaufenthalte die Spitznamen Repair (Reparatur) und Refit (Überholung) zuzogen.
Die Renown war dabei 1939 an der Suche nach der Admiral Graf Spee beteiligt. Während des Unternehmens Weserübung konnte sie im Gefecht vor den Lofoten am 9. April 1940 die beiden modernen, aber nur mit 28-cm-Geschützen bewaffneten deutschen Schlachtschiffe Gneisenau und Scharnhorst zum Abdrehen zwingen. Später gehörte sie zur Force H in Gibraltar und operierte im Mittelmeer und im Atlantik, wo sie 1941 an der Jagd auf die Bismarck teilnahm. Anschließend diente sie bei der Home Fleet und war später auf Ceylon stationiert. Sie überstand als einziger britischer Schlachtkreuzer den Krieg und wurde nach einem kurzen Einsatz als Übungsschiff im Jahr 1948 abgewrackt.
Die Repulse führte im Krieg anfangs ähnliche Einsätze wie die Renown durch. Nach einer Verlegung nach Singapur im Herbst 1941 wurde sie am 10. Dezember des Jahres zusammen mit dem Schlachtschiff Prince of Wales von japanischen Marineflugzeugen versenkt.